# 场所感
场所感（英語：sense of place），或稱地方感，該词有多种不同用法。它是多维、复合的结构，用于表现人与空间环境之间的关系。它是一些地理场所有，而一些场所没有的特征，同时也是人（而不是由地方本身）对地方持有的感觉或认知。它通常用于使一个地方特别或独特的特征，或者那些能够培养一种真实的人类依恋感和归属感的特征。
另一些学者，例如地理学家段义孚，则提出了恐惧等非“积极”的场所感。一些学生和教育工作者从事“基于场所的教育”，以改善他们的“场所感”，并将场所的各个方面用作教育工具。 
在城市和乡村研究中，该术语用于关于社区对其环境或家园的场所营造（place-making）和场所依赖（place-attachment）。

## 地理场所
文化地理学家、人类学家、社会学家和城市規劃師都研究了为什么某些场所对特定的人或动物具有特殊的意义。人们所说的具有很强的“场所感”的地方具有强烈的个性，深受居民和访客的欢迎。场所感是一种社会現象。旨在保护、保存和改善有价值的场所的法规包括世界遗产名录、英国杰出自然风景区管制和美国美国国家历史名胜名称等。

## 无地方性
缺少“场所感”的地方有时被认为是“无地方性（placeless）”的或“不真实（inauthentic）”的。文化地理学家爱德华·瑞夫（Edward Relph）研究了这些地点的“无地方性（placelessness）”。人类学家马克·欧杰称这些地点为“非場所”。
耶稣会哲学家米歇尔·德·塞托（Michel de Certeau）在他的书《日常生活实践》中反对由无地方性导致的还原性思维，他用“空间”（法語：espace）一词指这种“无地方性”的地点。对于塞托而言，“空间只由移动元素的相交所组成”。而场所是为了人类的某种需要而被组织的空间。例如，公园是“根据元素在共存关系中的分布”建造的，因此“蕴含着稳定的迹象”。塞托的思想在理解地方建筑中权力与社会关系的交互方面起到了作用。塞托认为，“空间”是自由的场地，或者至少是Timotheus Vermeulen认为的“潜在的无政府主义运动”的场地。
无地方性的景观往往与其所处的位置缺乏特定联系——它们可以位于任何地方；常见的例子有：路边的大型购物中心、加油站和便利店、快餐连锁店和连锁百货商店等。一些已经被大量商业化、用于旅游业和房地产开发的历史文化古迹或地区也常被认为失去了场所感。 格特鲁德·斯泰因的“那里没有那里（there is no there there）”常被用来描述这些地方。

## 形成和发展
人类地理学家和社会心理学家研究了场所感如何形成发展，其中重点包括场所之间的比较、向长者学习以及观察自然灾害等事件。其中值得特别注意的是童年经历的重要性。环境心理学家量化了儿童时期和自然环境的接触与之后对相应环境偏好之间的联系。儿童时期对周围环境的学习受到游玩的直接体验以及家庭、文化和社区的作用的强烈影响。儿童之间、儿童与其童年环境之间发展的特殊纽带被人类地理学家称为“原始景观（primal landscape）”。这种童年时期的景观构成了个人身份的一部分，并且构成了日后在比较中定义何为“场所”的关键点。当人们成年后四处走访时，他们倾向于用童年经历的基准景观来判断新地点。

## 作用
场所感也被用作基于社区的社会心理支持计划的模型。

## 延伸阅读
- Chigbu, U.E. (2013). Fostering rural sense of place: the missing piece in Uturu, Nigeria.  Development In Practice, 23 (2): pp. 264–277. View and download article: http://www.tandfonline.com/doi/abs/10.1080/09614524.2013.772120 （页面存档备份，存于）
- Alexander, Christopher. A Pattern Language: Towns, Buildings, Construction, Oxford University Press, 1977. ISBN 0-19-501919-9
- Casey, Edward S. The Fate of Place, University of California Press, 1998. ISBN 0-520-21649-0
- Cresswell, T. (2005) Place: a short introduction, Blackwell Publishing. ISBN 1-4051-0672-7
- Cresswell, T. (2009). Place. In Thrift, N., Kitchen, R., (eds) International Encyclopedia of Human Geography (http://www.elsevier.com/wps/find/bookvolume.cws_home/722034/vol1) pages 384-395.
- Cross, Jennifer E. (2001). What is Sense of Place? Department of Sociology, Colorado State University  （页面存档备份，存于）
- Gussow, Alan.  1972.  A Sense of Place:  The Artist and the American Land.  San Francisco:  Friends of the Earth.  ISBN 1559635681
- Hubbard, Phil, Rob Kitchen, and Gil Valentine, eds. 2004. Key Thinkers on Space and Place. London: Sage. ISBN 0-7619-4963-1
- Inge, John A Christian Theology of Place, Ashgate, 2003. ISBN 0-7546-3498-1
- Kunstler, James. Geography of Nowhere: The Rise and Decline of America's Man-Made Landscape, Free Press, 1994. ISBN 0-671-88825-0
- Lippard, Lucy. The Lure of the Local: Senses of Place in a Multicentered Society, New Press, 1998. ISBN 978-156584248-9
- Long, Joshua. 2010. Weird City: Sense of Place and Creative Resistance in Austin, Texas. University of Texas Press. ISBN 0-292-72241-9
- Massey, Doreen B. 2005. For Space. London: Sage. ISBN 1-4129-0362-9
- Relph, E. C. Place and Placelessness, Pion, 1976. ISBN 0-85086-111-X
- Roudavski, Stanislav (2008). Staging Places as Performances: Creative Strategies for Architecture （页面存档备份，存于） (PhD, University of Cambridge)
- Snyder, Gary. 1996. A Place in Space. Counterpoint. ISBN 1-887178-27-9
- Soja, Edward W. 1996. Thirdspace: Journeys to Los Angeles and Other Real-And-Imagined Places. Wiley-Blackwell. ISBN 1-55786-675-9
- Tuan, Yi Fu. 1977. Space and Place: The Perspective of Experience. Minneapolis: University of Minnesota Press. ISBN 0-8166-3877-2
- Tuan, Yi Fu. 1990. Topophilia: A Study of Environmental Perception, Attitudes and Values. New York: Columbia University Press. ISBN 0-231-07395-X